# Terry Moore
Terry Moore (født Helen Luella Koford; 7. januar 1929) er en amerikansk skuespiller og model. Hun blev nomineret til en Oscar for bedste kvindelige birolle for sin præstation i filmen Kom tilbage, lille Sheba (1952). Moore har også spillet i film som Fantomet fra Afrika (1949), Papa Langben (1955), Når man er ung (1957) og Hærens glade gutter (1959).

## Opvækst
Helen Luella Koford blev født den 7. januar 1929 i Glendale, Californien. Hun voksede op i en mormon familie i Los Angeles. Efter at have arbejdet som børnemodel, havde hun sin debut i Maryland i 1940. Hun brugte kunstnernavnet Judy Ford, Jan Ford og January Ford, før hun endelig begyndte at bruge Terry Moore i 1948.

## Karriere
Moore arbejdede på radioen i 1940'erne, dels som Bumps Smith The Smiths i Hollywood. Hun har også medvirket i flere succesfulde film, herunder Fantomet fra Afrika (1949), Kom tilbage, lille Sheba (1952) (som hun blev nomineret til en Oscar for bedste kvindelige birolle for) og Når man er ung (1957). Den 6. juli 1953 var Moore på forsiden af LIFE med titlen "Hollywoods Sexy Tomboy".
I 1950'erne spillede Moore i en række film, herunder The Great Rupert (1950), Two of a Kind (1951), Cirkus på flugt (1953), Papa Langben (1955), I Stillehavets helvede (1956) Bernardine (1957), Hærens glade gutter (1959) og Tag ikke mit liv (1960). Hun spillede også gæsteroller i tv-serier som The Red Skelton Show, Climax!,  Ford Television Theatre , United States Steel Hour og Studio One.
I 1960'erne dukkede Moore og mere sjældne i film. Blandt de film, hun spillede i denne periode, var Platinum High School (1960), She Should Have Stayed in Bed (1963), Black Spores (1965), Waco (1966) og A Man Called Dagger (1967). Moore spillede også gæsteshows i tv-shows som Burke's Law, Virginian og Checkmate. Fra 1962 til 1963 spillede hun rollen som Connie Garrett, datter af en rancher, i det westernserien Empire. Moore spillede rollen som Venus i tre episoder af Batman tv-serien i 1967.
I 1970'erne spillede Moore i film som Quarantined (1970), Smash-Up on Interstate 5 (1976) og Freeze Bomb (1978). I 1980'erne steg karrieren igen. Hun spillede små roller i B-film, samt gæsteroller i tv-shows som Love Ship, Fantasy Island og Knight Rider. I en alder af 55 udgav Moore en nøgen billedeserie for August 1984-udgaven af Playboy. Billederne blev taget af Ken Marcus.
I 2014 spillede hun en gæsterolle som Lilly Hill i krimiserien True Detective med Matthew McConaughey i hovedrollen.

## Privatliv
I 1951 giftede Moore den amerikanske fodboldspiller Glenn Davis. Ægteskabet varede tre måneder, og de blev formelt skilt det følgende år. Derefter var hun gift med forsikringsmanden Eugene McGrath fra 1956 til 1958. Det følgende år mødte Moore forretningsmanden Stuart Cramer, som hun giftede sig med i 1972. Ægteskabet med Cramer resulterede i to sønner, herunder Grant Cramer, som senere blev skuespiller.
Den 10. maj 1979 giftede Moore børsmægleren Richard Francis Carey. Han skal være forsvundet fra hendes hjem tre dage senere, og Moore beskyldte ham for at snyde hende for over $200.000. I et interview med People i 1983 hævdede Moore, at ægteskabet ikke var gyldigt, da Carey stadig var gift med en anden, da de blev gift. Careys advokater hævdede dog, at han var blevet skilt, inden han giftede sig med Moore. Det følgende år blev Carey fundet skyldig i bedrageri mod 21 investorer, herunder Michael Reagan, søn af præsident Ronald Reagan, men kendt for at håne Moore. I 1992 giftede Moore Jerry Rivers, som hun var gift med til hans død i 2001.
I 1940'erne boede Moore sammen med Howard Hughes. Efter Hughes død i 1976 hævdede Moore, at de var gift i hemmelighed og aldrig skilt. Alle dokumenter, der kunne bevise giftemålet, var tilsyneladende blevet ødelagt. Selv om Moore ikke kunne levere noget bevis for sit påståede ægteskab med Hughes, modtog hun i 1983 en sum fra hans arvinger. Hun skrev to bøger om Hughes: The Beauty and the Billionaire (1984) og The Passions of Howard Hughes (1996). Sidstnævnte er en forkortet lydbogversion, som hun har fortællingsstemmen.
Moore beskriver sig selv som en "hengiven mormon".

## Filmografi (udvalg)
- 1940 – Maryland (krediteret som Helen Koford)
- 1944 – Gaslys (krediteret som Judy Ford)
- 1945 –  Lassie's tapre søn  (krediteret som Helen Koford)
- 1949 – Fantomet fra Afrika
- 1952 – Kom tilbage, lille Sheba
- 1953 – Sunny Side of the Street
- 1955 – Pappa Langben
- 1957 – Når man er ung
- 1959 – Hærens glade gutter
- 1965 – Sorte sporer
- 1972 – The Daredevil
- 1983 – Knight Rider (afsnittet "K.I.T.T. the Cat", S02E07)
- 1989 – Going Overboard
- 1998 – Second Changes